# پونتو دو تیار
پونتو دو تیار (به فرانسوی: Pontus de Thyard) شاعر قرن شانزدهم میلادی اهل فرانسه است.